# Camponotus cruentatus
Camponotus cruentatus, ou formiga-carpinteira, é uma espécie de inseto do gênero Camponotus, pertencente à família Formicidae.

## Descrição
São das maiores formigas da Europa (e também bastante agressivas), podendo as rainhas e as obreiras maiores (ou "soldados") chegar até aos 2 cm e viver até 10 anos; outras obreiras são mais pequenas, dedicando-se essas sobretudo a cuidar das larvas. Essas formigas são "pastoras", protegendo pulgões do predadores e alimentando-se de uma substância doce que estes extraem das plantas.

## Distribuição
É uma espécie presente em Portugal.